# Путман, Андре
Андре Путман (фр. Andrée Putman, 23 декабря 1925 — 19 января 2013) — французский дизайнер интерьеров и предметов обихода. Она была матерью Оливии Путман и Сирилла Путман.

## Жизнь и творчество

### Детство и юность (1925–1944)
Андре Кристин Эйнар (фр. Andrée Christine Aynard) родилась в богатой семье банкиров и знати из Лиона. Её дед по отцовской линии, Эдуард Эйнар, основал Maynard & Sons Bank; её бабушка по отцовской линии, Роза де Монгольфье, была потомком семьи изобретателей воздушных шаров. Её отец был выпускником престижной Высшей нормальной школы, говорил на семи языках, но поклялся вести строгую и уединённую жизнь, протестуя против своей собственной среды; её мать, Луиза Сен-Рене Тайландье, была пианисткой, которая находила утешение в легкомыслии «быть великой артисткой без сцены».
Однако её формальное художественное образование сначала пришло через музыку. Её мать водила её и её сестру на концерты и убеждала их научиться игре на фортепиано. Но позже ей сказали, что её руки не подходят для фортепиано и, как следствие, она никогда не станет виртуозом. Затем она переключила своё внимание на изучение композиции в Национальной консерватории Парижа. В девятнадцать лет она получила Первую Премию Гармонии Консерватории от самого Франсиса Пуленка. По этому поводу он сказал ей, что ей потребуется ещё как минимум 10 лет неустанной работы и аскетической жизни, прежде чем она сможет — возможно — стремиться к карьере композитора. Представив себя живущей как монахиня-кармелитка в аббатстве Фонтене, она прервала музыкальную карьеру, которую она начала в качестве дани своей матери. Путман решила удовлетворить своё любопытство и творческие инстинкты другим способом.

### Профессиональные начинания (1945–1978)
В 20 лет Андре попала в серьёзную велосипедную аварию, в которой едва выжила. Её характерная поза проистекала из этого события: она была высокой женщиной, которая стояла прямо и шла, как по канату. Вскоре после аварии она вырвалась из своей первоначальной музыкальной карьеры и иллюзии безопасности, которую предлагало ей её социальное окружение, и решила открыть для себя мир. Однажды она опустошила свою спальню и обставила её жёсткой железной кроватью, стулом и постером Миро на белых стенах. Это раннее проявление её стремления к независимости привело к конфронтации с семьей, которая задавалась вопросом, «осознаёт ли она то горе, которое она заставляет их чувствовать?»
«Чем можно заниматься, если человек не ходил в школу, а музыкант перестал заниматься музыкой?» — спросила она свою бабушку по материнской линии Мадлен Сен-Рене Тайландье. «Ничего, кроме посыльного», — был ответ. Приняв совет бабушки, Андре начала работать курьером в журнале Femina. Выполняя все грязные мелкие дела в офисе, она пристально наблюдала за социальным театром, который разворачивается во время встреч. Она работала в Elle и L'Oeil, престижном художественном журнале, где её натюрморты с объектами разных стилей и эпох привлекали внимание. Она определила, что является изысканным и инновационным, расширила свои знания о дизайнерах… и каждый день ходила мимо Кафе де Флор. «Мы могли видеть Антонена Арто, Жюльетт Греко, Джакометти, Сартра и Симону де Бовуар… Людей, которые выглядели свободными и были освобождены от условностей».
Эти первые работы позволили Андре познакомиться с художниками, персонажами, более близкими ей, чем интеллектуалы. В то время она не была достаточно уверена, чтобы полностью выразить себя. Поэтому она оставалась на заднем плане, чтобы привлечь внимание к талантам других людей, в чём она проявила большой талант, поскольку выросла в богатой артистической среде. Лично зная, что значит «попасть в проторённую тропу», она была тронута «людьми, чья работа непонятна», «впечатлена этими артистами, которые не ищут ничего другого, но остаются в глубине своей искренности, рискуя», она только хотела помочь им и установить связь между ними и остальным миром. В конце 1950-х годов Андре Эйнар вышла замуж за Жака Путмана, искусствоведа, коллекционера и издателя. Вместе они общались с такими художниками, как Пьер Алешинский, Брам ван Вельде, Альберто Джакометти и Ники де Сен-Фалль.
В 1958 году Путман сотрудничала с розничной сетью Prisunic в качестве арт-директора домашнего отдела, где её девизом было «создавать красивые вещи даром». Её желание сделать искусство доступным для широкой публики также стало реальностью благодаря Prisunic, когда она вместе с мужем организовала выпуск литографий известных художников, проданных всего за 100 франков (1,73 €). В 1968 году она работала в стильном агентстве Mafia, пока Дидье Грумбах не заметил её в 1971 году и нанял для основания новой компании, которая была нацелена на развитие текстильной промышленности: Créateurs & Industriels. Её интуиция привела к открытию многих талантливых дизайнеров, таких как Жан-Шарль де Кастельбажак, Иссэй Миякэ, Осси Кларк, Клод Монтана и Тьери Мюглер. Именно тогда она занялась дизайном интерьеров, превратив бывшие помещения SNCF в выставочный зал и офисы компании.

### Ecart
В конце 1970-х Créateurs & Industriels обанкротилась; Путман развелась. Она пыталась материализовать своё сильное чувство пустоты: в то время она жила в комнате, обставленной только кроватью и двумя лампами, «в строгой экономии, потому что я больше не знала, что мне нравится». Воспользовавшись советом своего друга Мишеля Гая, она решила основать Ecart. Таким образом, именно в 53 года Андре Путман действительно начала карьеру, которая сделала её знаменитой от Гонконга до Нью-Йорка. Она начала с того, что снова вернула жизнь забытым дизайнерам 1930-х годов: Рене Хербсту, Жану-Мишелю Франку, Пьеру Шаро, Роберу Малле-Стивенсу, Гауди, Эйлин Грей… «Моей единственной заботой было заинтересовать как минимум десять человек, и я бы сделала то, что несло бы меня всю жизнь». Эти предметы мебели покорили не десять, а тысячи людей. Развитие деятельности от выпуска мебели до проектирования интерьеров происходило вполне естественно. И Андре был сделан следующий логический шаг: «Я ненавижу напыщенную роскошь. Меня интересует самое главное, рамки, основные элементы вещей».
Дизайн интерьера отеля Morgans в Нью-Йорке в 1984 году стал поворотным моментом в карьере Андре Путман: ей удалось создать отель высокого уровня с небольшим бюджетом и утвердить свой стиль с помощью сдержанных номеров и визуальных эффектов. «Поскольку я начала работать в Нью-Йорке, французы внезапно попросили меня». С 1980-х она руководила всё большим количеством проектов по дизайну интерьеров: отели, такими как Le Lac в Японии, Im Wasserturm в Германии и Sheraton в аэропорту Руасси — Шарль-де-Голль в Париже; магазины для Аззедина Алайя, Balenciaga, Bally и Лагерфельда; офисы, особенно офис министра культуры Франции Жака Ланга в 1984 году; и музеи, такие как CAPC, музей современного искусства Бордо.

### The Andrée Putman Studio (1997–наши дни)
В 1997 году Андре Путман создала свою одноимённую студию, специализирующуюся на дизайне интерьеров, дизайне продукта и сценографии. Когда она представляла предметы, она отказывалась от чрезмерного стремления переделывать предметы, которые были идеально разработаны другими в прошлом. «Мы должны признать, что многие вещи уже нельзя изменить — или изменить их можно очень незначительно. Если мы их изменим, придётся добавить юмора, отстранённости. Что меня интересует: шутка в коллекции, знак соучастия». Например, когда она начала сотрудничать с Christofle в 2000 году, она разработала коллекцию серебряных столовых приборов, предметов и украшений под названием Vertigo. Общим элементом этой коллекции было слегка скрученное кольцо: «тот факт, что это кольцо скручено, оживляет его: оно упало? Почему оно асимметричное? Жизнь состоит из недостатков». Она создала ведёрко для шампанского «Вдова Клико» и переосмыслила культовую сумку для пароварки Louis Vuitton. В 2001 году Путман создала «Préparation Parfumée». В 2003 году она запустила собственную линию мебели «Préparation meublée», где предметы иронично назывались «Croqueuse de diamants», «Jeune bûcheron», «Bataille d'oreillers»… («Золотоискатель», «Молодой лесоруб» и «Бой подушками»). В 2004 году она создаёт потрясающий русский чайный сервиз для Gien: Polka. Как дизайнер интерьеров, она выполнила проекты для Pershing Hall в Париже, отеля Morgans на Манхэттене, и Blue Spa в отеле Bayerischer Hof в Мюнхене. В 2005 году Guerlain выбирает Studio Putman для изменения дизайна своего флагманского магазина на Елисейских полях. Среди известных частных заказов — Дом-пагода в Тель-Авиве, огромный пентхаус в Сохо для Сержа и Татьяны Сорокко, и дом на скале в Танжере для Бернара-Анри Леви и Ариэль Домбаль, для которых Путман полностью перестроила здание.
В 2007 году началась новая эра, когда дочь Андре Оливия Путман согласилась взять на себя художественное руководство студией, желание, которое её основательница выражала в течение долгого времени. «Мы поняли, что время и слава Андре превратили нашу фамилию в имя нарицательное. Получив квалификацию в области истории искусства и ландшафтной архитектуры, Оливия хочет увековечить эклектизм и любопытство, о которых всегда заявляла её мать». В 2008 году мэр Парижа Бертан Деланоэ назначил Андре президентом первого Парижского дизайнерского сообщества, цель которого — переосмыслить уличную мебель, общественное оборудование Парижа и униформу сотрудников. В том же году она представила Voie Lactée («Млечный путь»), рояль, который она разработала для старейшего французского производителя пианино Pleyel, и представила Entrevue, своё творение для Bisazza на Salone del Mobile в Милане. В июне был открыт магазин, спроектированный ею для модельера Анны Фонтейн в Нью-Йорке, вслед за магазинами, созданными в Париже и Токио.
В следующем году Андре и Оливия представляют стул, который они разработали для американской фирмы Emeco, линию солнцезащитных очков для RAC Paris, коллекцию ковров для Toulemonde Bochart, нож для Forge de Laguiole, а также мебель для Fermob и Silvera. Студии также было предложено представить сценографию концертов французского певца Кристофа в Олимпии и Версале и выставки Мадлен Вионне в Музее декоративного искусства в Париже. В октябре 2009 года Rizzoli Editions публикует новую монографию, посвящённую карьере Андре Путман. В 2010 году мэрия Парижа почтила память Андре Путман, устроив грандиозную выставку о её жизни, куратором которой стала Оливия. Мероприятие, «Андре Путман — амбассадор стиля» привлекло более 250 000 посетителей.

### Смерть
Путман умерла в своей квартире в шестом округе Парижа 19 января 2013 года в возрасте 87 лет.

### Награды
- 2009 – Лучший дизайнер, проголосовало 4000 журналистов[11]
- 2008 – Кавалер ордена Почётного легиона, офицер ордена Искусств и литературы, Париж, Франция[11]
- 2006 – Награда Gala Spa от Bayerischer Hof, Баден-Баден, Германия[11]
- 2005 – 1-й приз Вдовы Клико для деловой женщины, Приз Вдовы Клико за всю её карьеру[11]
- 2002 – Der Feinschmecker (Германия), Награда Отель года[11]
  - N°1 Риц-Карлтон, Вольфсбург[11]
  - N°3 Им Вассертум, Кёльн
- 2001 – Iida Star Award, Чикаго, США[11]
- 1999 – Премия модернистского дизайна, За пожизненные достижения, Бруклинский музей искусств, Нью-Йорк, США[11]
- 1998 – Почётный доктор изобразительных искусств, Школа Художественного института Чикаго. Чикаго, США
- 1997 – Награда Звёзды дизайна, за работу на всю жизнь в дизайне интерьеров. Тихоокеанский дизайн-центр, WESTWEEK 97. Лос-Анджелес, США
- 1996 – Почётный доктор изящных искусств, Парсонская школа дизайна, Нью-Йорк
- 1996 – The Good Design Award, за промышленные товары, продаваемые по всему миру, награждена «Чикагским атенеумом», Музеем архитектуры и дизайна, Чикаго, США
- 1996 – Business Traveller Award, Sheraton Aéroport de Paris, лучший новый отель в мире, награждённый Карлсоном Вагонлитом
- 1995 – Национальный гран-при за промышленное творение, предоставлено господином Филиппом Дуст-Блази, министром культуры, Париж, Франция
- 1995 – Премия Blenheim Jewelry Display, Jewelers of America[англ.], Международная выставка бижутерии в Нью-Йорке. Стенд Prix du meilleur, Нью-Йорк, США
- 1993 – Оскар Дизайна, При поддержке французского экономического журнала «Nouvel Economiste», престижный приз за коллекцию отеля Morgans, Париж, Франция
- 1992 – Премия Crystal за совершенство в дизайне, присуждённая Американским обществом дизайнеров интерьера, Музей современного искусства Сан-Франциско, Сан-Франциско, США
- 1991 – Европейская премия архитектуры интерьера, в категории «отели и рестораны» за Hôtel Im Wassertum (в Кёльне), Амстердам, Нидерланды
- Европейский гран-при архитектуры интерьера, за её карьеру (категория «гостиницы и рестораны, офисы, досуг и театры, магазины»)[9][11][24]